# Estońska Formuła 3 Sezon 1984
1984 – siedemnasty sezon Estońskiej Formuły 3.
O mistrzostwie decydował rozgrywany 18 maja wyścig na torze Bikernieki. W jego wyniku mistrzem Estonii został Urmas Haamer (Estonia 20).

## Wyniki wyścigu na torze Bikernieki
| 1                 |    |          | Urmas Haamer          | Estonia-Łada |               |           |             |
| 2                 |    |          | Grigorij Chrapunowicz | Estonia-Łada |               |           |             |
| 3                 |    |          | Andris Štāls          | Estonia-Łada |               |           |             |
| 4                 |    |          | Māris Vīgants         | Rukuts-Łada  |               |           |             |
| 5                 |    |          | Väino Pentus          | Estonia-Łada |               |           |             |
| 6                 |    |          | Helmut Langerpaur     | Estonia-Łada |               |           |             |
| Niesklasyfikowani |    |          |                       |              |               |           |             |
|                   |    |          | Avo Soots             | Estonia-Łada |               |           | wyciek wody |
|                   |    |          | Egons Untiņš          | Estonia-Łada |               |           |             |
|                   |    |          | Vilnis Pirtnieks      | Estonia-Łada |               |           |             |
| P                 | Nr | Kierowca | Konstruktor           | Okr.         | Czas / Strata | Komentarz |             |

## Klasyfikacja mistrzostw Estonii
| Poz. | Kierowca          | Zespół         |
| ---- | ----------------- | -------------- |
| 1    | Urmas Haamer      | Jõud Harju     |
| 2    | Väino Pentus      | DOSAAF Tallinn |
| 3    | Helmut Langerpaur | Jõud Harju     |